# Académie médicale d'État de Tchita
L'université d'État de Transbaïkalie (en russe : Читинская Государственная Медицинская Академия, Tchitinskaïa Gossoudarstvennaïa Mednitsinskaïa Akademiïa), fondée en 1953, est une université située à Tchita, la capitale du kraï de Transbaïkalie, en Sibérie orientale.